# Gare de Naujoji Vilnia
 (août 2023).
Si vous disposez d'ouvrages ou d'articles de référence ou si vous connaissez des sites web de qualité traitant du thème abordé ici, merci de compléter l'article en donnant les références utiles à sa vérifiabilité et en les liant à la section « Notes et références ».
La gare de  Naujoji Vilnia  (en lituanien : Viļņas geležinkelio stotis) est une gare ferroviaire située dans un quartier à l'est de Vilnius en Lituanie.

## Histoire
La gare est construite en 1860 par la compagnie du Chemin de fer Saint-Pétersbourg-Varsovie. En 1940-41 ce fut une importante gare de déportation vers la Sibérie par le gouvernement soviétique.

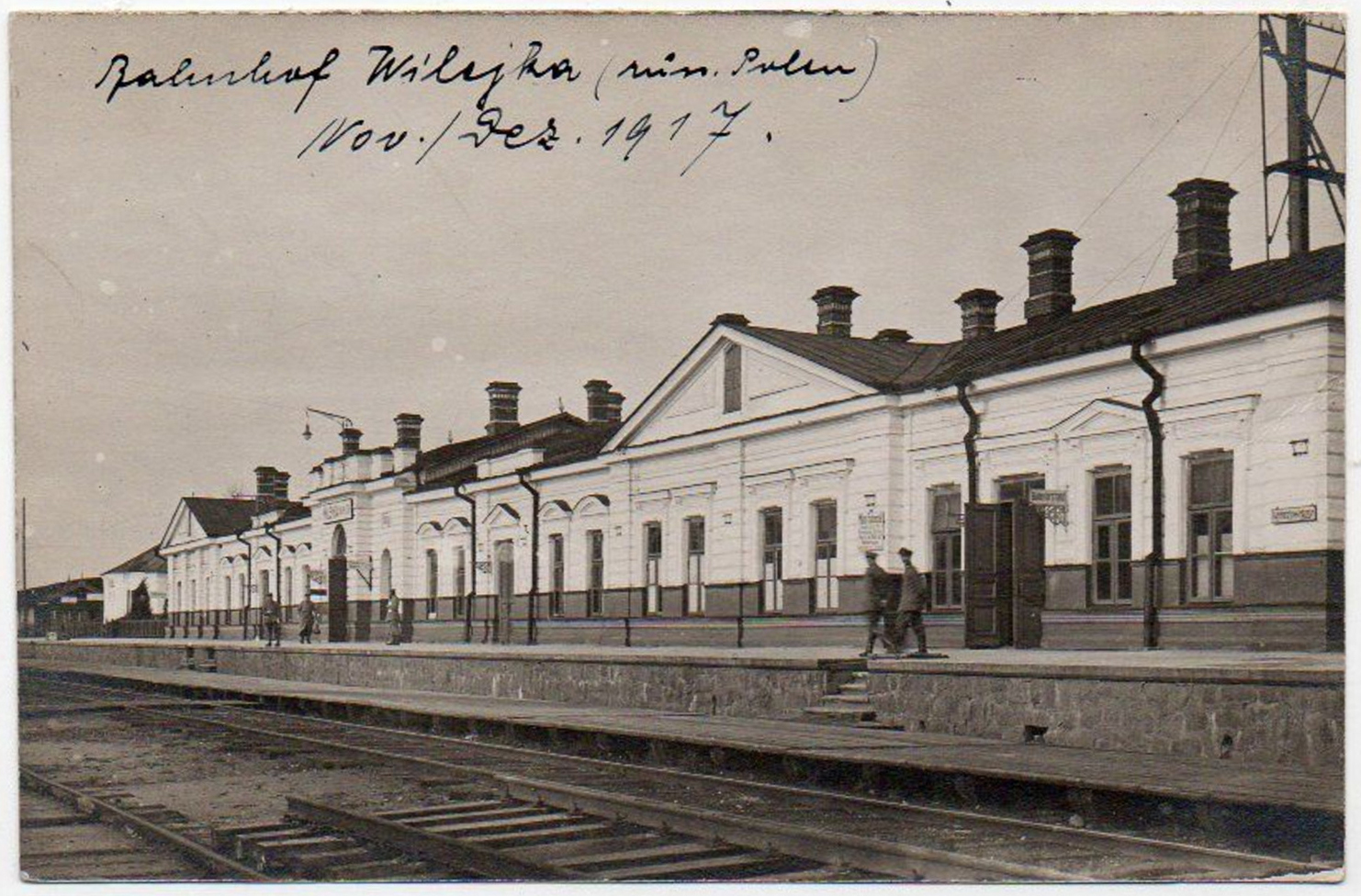
Vers 1917.
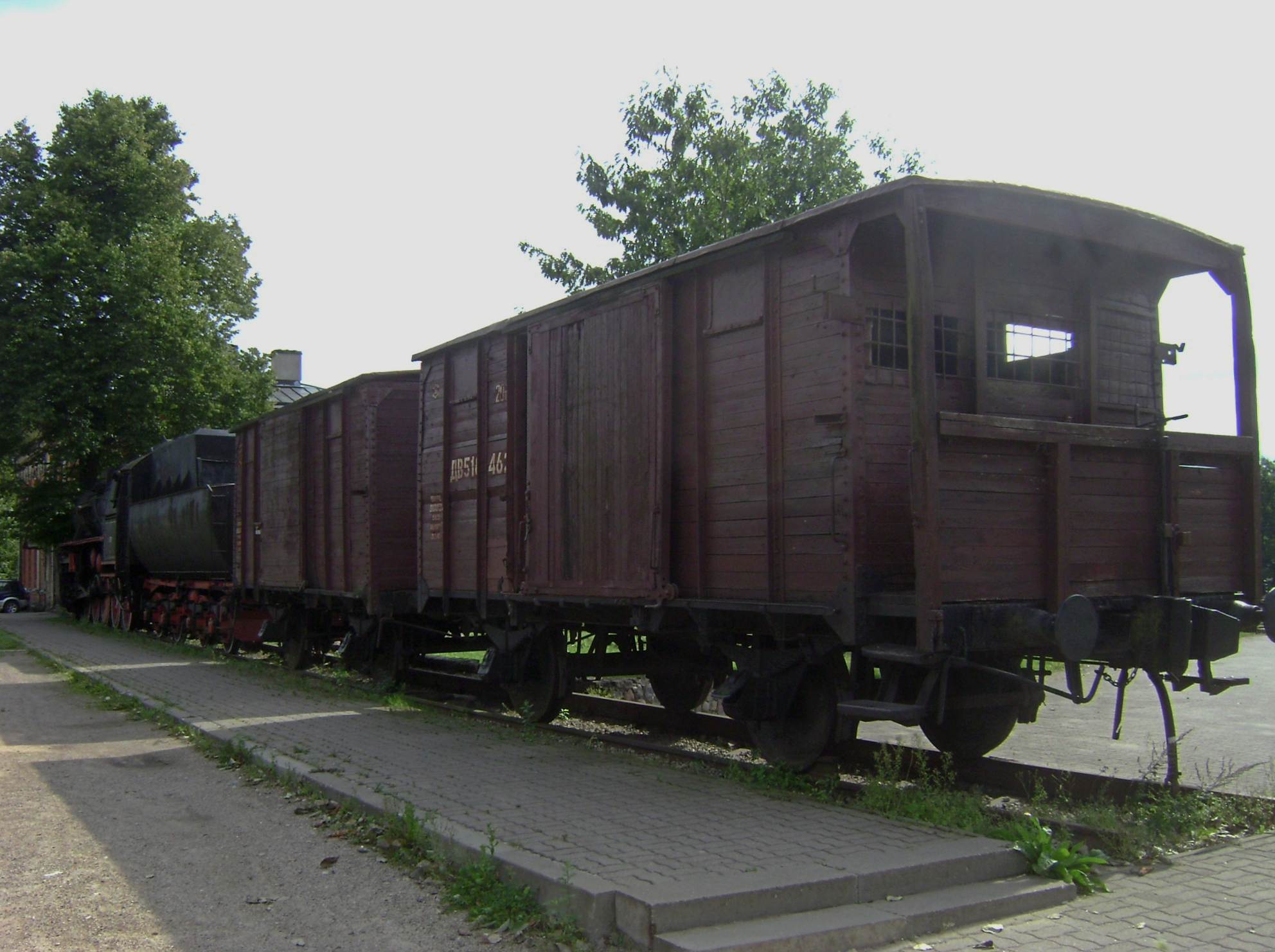
Un wagon conservé.
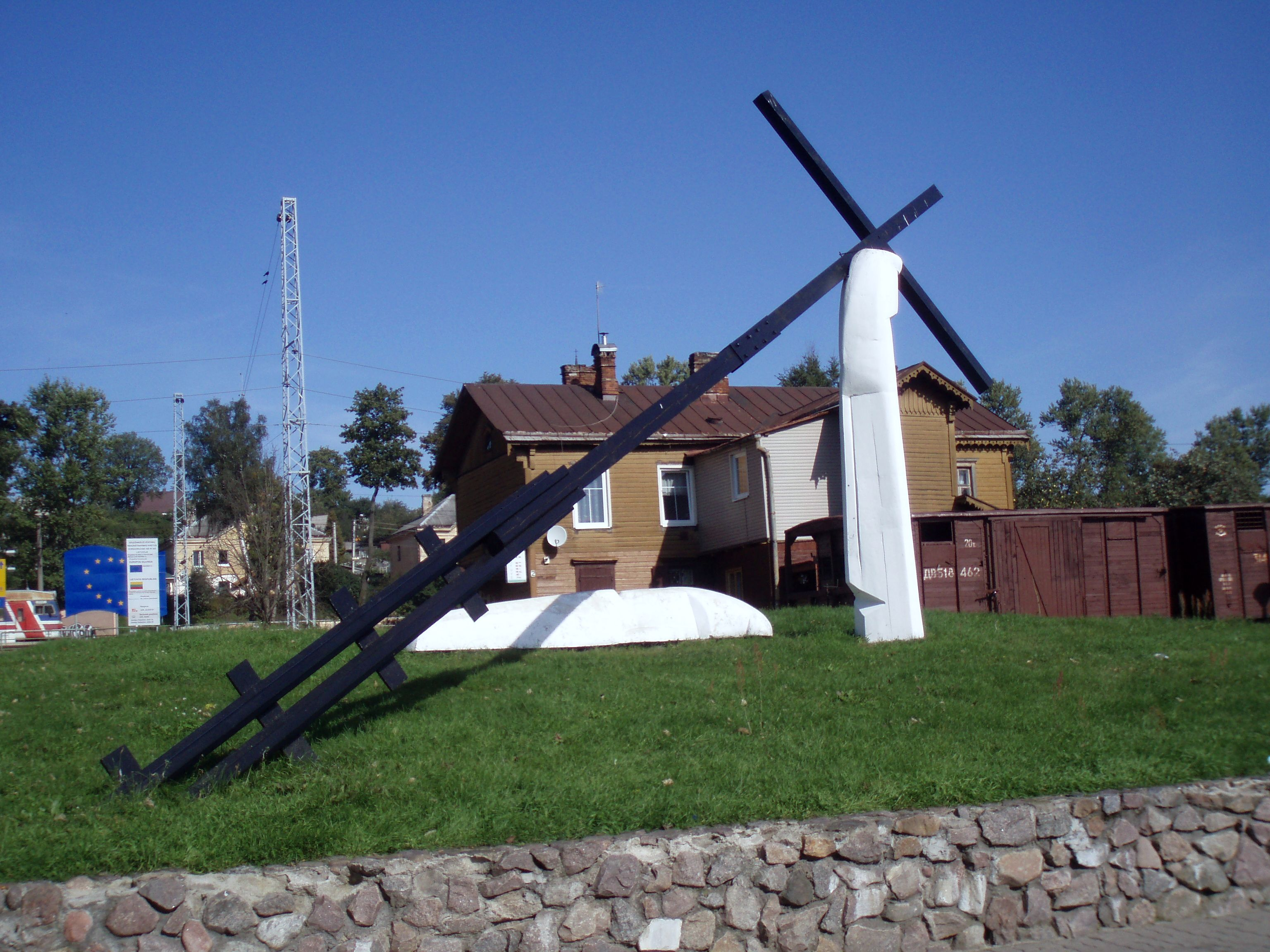
Mémorial de la déportation.